# Eerste Kamerverkiezingen 1916
De Eerste Kamerverkiezingen 1916 waren reguliere Nederlandse verkiezingen voor de Eerste Kamer der Staten-Generaal. Zij vonden plaats op 11 juli 1916.
De verkiezingen werden gehouden voor een derde deel van de zittende leden van de Eerste Kamer van wie de zittingstermijn na negen jaar afliep. Bij deze verkiezingen kozen de leden van Provinciale Staten - die bij de Statenverkiezingen in juni 1916 gekozen waren - in tien kiesgroepen naar provincie zeventien nieuwe leden.
De uitslag van de verkiezingen was als volgt:
| Partij                                | Zetels | Zetels | Zetels | Zetels | Zetels | Zetelverdeling naar provincie | Zetelverdeling naar provincie | Zetelverdeling naar provincie | Zetelverdeling naar provincie | Zetelverdeling naar provincie | Zetelverdeling naar provincie | Zetelverdeling naar provincie | Zetelverdeling naar provincie | Zetelverdeling naar provincie | Zetelverdeling naar provincie | Zetelverdeling naar provincie |
| Partij                                | 1913   | Af     | Bij    | 1916   | +/−    | Gr                            | F                             | D                             | O                             | Ge                            | U                             | NH                            | ZH                            | Z                             | NB                            | L                             |
| ------------------------------------- | ------ | ------ | ------ | ------ | ------ | ----------------------------- | ----------------------------- | ----------------------------- | ----------------------------- | ----------------------------- | ----------------------------- | ----------------------------- | ----------------------------- | ----------------------------- | ----------------------------- | ----------------------------- |
| Algemeene Bond                        | 18     | 7      | 6      | 17     | −1     |                               |                               |                               |                               | 3                             | 1                             |                               | 4                             |                               | 6                             | 3                             |
| Liberale Unie                         | 16/15  | 4      | 4      | 15     | 0      | 3                             | 2                             | 1                             |                               |                               |                               | 8                             |                               | 1                             |                               |                               |
| Anti-Revolutionaire Partij            | 9      | 3      | 3      | 9      | 0      |                               |                               |                               | 1                             | 2                             | 1                             |                               | 4                             | 1                             |                               |                               |
| Christelijk-Historische Unie          | 4      | 1      | 1      | 4      | 0      |                               |                               |                               | 1                             | 1                             |                               |                               | 2                             |                               |                               |                               |
| Vrijzinnig-Democratische Bond         | 2      | 2      | 2      | 2      | 0      |                               |                               | 1                             |                               |                               |                               | 1                             |                               |                               |                               |                               |
| Sociaal-Democratische Arbeiderspartij | 1/2    | 0      | 0      | 2      | 0      |                               | 2                             |                               |                               |                               |                               |                               |                               |                               |                               |                               |
| Bond van Vrije Liberalen              | 0      | 0      | 1      | 1      | +1     |                               |                               |                               | 1                             |                               |                               |                               |                               |                               |                               |                               |
| Totaal                                | 50     | 17     | 17     | 50     | 0      | 3                             | 4                             | 2                             | 3                             | 6                             | 2                             | 9                             | 10                            | 2                             | 6                             | 3                             |

## Gekozenen
Bij deze verkiezingen waren zeventien leden periodiek aftredend, van wie vijftien herkozen werden. De stemmingen voor de overige vacatures hadden de volgende resultaten:
- Door Provinciale Staten van Friesland werd Halbe Binnerts (Liberale Unie) gekozen in de vacature ontstaan door het aftreden van Wilco van Welderen Rengers.[6]
- Door Provinciale Staten van Overijssel werd Dirk Stork (Bond van Vrije Liberalen) gekozen die de aftredende afgevaardigde Jan van der Lande (Algemeene Bond) versloeg na loting.[7]

De zittingsperiode van de Eerste Kamer ging in op 19 september 1916. De zittingstermijn van de gekozen Kamerleden bedroeg negen jaar.
*1850 · 1853 · 1856 · 1859 · 1862 · 1865 · 1868 · 1871 · 1874 · 1877 · 1880 · 1883 · *1884 · 1887 (I) · *1887 (II) · *1888 · 1890 · 1893 · 1896 · 1899 · 1902 · *1904 · 1907 · 1910 · 1913 · 1916 · *1917 · 1919 · *1922 · *1923 · 1926 · 1929 · 1932 · 1935 · *1937 · *1946 · *1948 · 1951 · *1952 · 1955 · *1956 (I) · *1956 (II) · 1960 · *1963 · 1966 · 1969 · *1971 · 1974 · 1977 · 1980 · *1981 · *1983 · *1986 · 1987 · 1991 · 1995 · 1999 · 2003 · 2007 · 2011 · 2015 · 2019 · 2023

* algemene verkiezingen in verband met vervroegde ontbinding van de Eerste Kamer

vanaf 1987 bedraagt de vaste zittingstermijn van de Eerste Kamer vier jaar